# Episodi di The Wire (seconda stagione)
Negli Stati Uniti la seconda stagione della serie televisiva The Wire è stata trasmessa dal 1º giugno 2003 al 24 agosto 2003 sul canale americano HBO. In Italia è stata trasmessa dal canale satellitare FX dal 18 novembre 2006 al 30 dicembre 2006.
| nº | Titolo originale  | Titolo italiano      | Prima TV USA   | Prima TV Italia  |
| -- | ----------------- | -------------------- | -------------- | ---------------- |
| 1  | Ebb Tide          | Bassa Marea          | 1º giugno 2003 | 18 novembre 2006 |
| 2  | Collateral Damage | Merce di scambio     | 8 giugno 2003  | 25 novembre 2006 |
| 3  | Hot Shots         | Dosi letali          | 15 giugno 2003 | 25 novembre 2006 |
| 4  | Hard Cases        | Unità speciale       | 22 giugno 2003 | 2 dicembre 2006  |
| 5  | Undertow          | Rappresaglia         | 29 giugno 2003 | 2 dicembre 2006  |
| 6  | All Prologue      | Si ricomincia sempre | 6 luglio 2003  | 9 dicembre 2006  |
| 7  | Backwash          | L'incidente          | 13 luglio 2003 | 9 dicembre 2006  |
| 8  | Duck and Cover    | Un'altra opportunità | 27 luglio 2003 | 16 dicembre 2006 |
| 9  | Stray Rounds      | Pallottole vaganti   | 3 agosto 2003  | 16 dicembre 2006 |
| 10 | Storm Warnings    | Burrasca in arrivo   | 10 agosto 2003 | 23 dicembre 2006 |
| 11 | Bad Dreams        | L'incubo             | 17 agosto 2003 | 23 dicembre 2006 |
| 12 | Port in a Storm   | Affari sporchi       | 24 agosto 2003 | 30 dicembre 2006 |

## Bassa Marea
- Titolo originale: Ebb Tide
- Soggetto: David Simon, Ed Burns
- Scritto da: David Simon
- Diretto da: Ed Bianchi
- "Non sarà mai più come prima." - Little Big Roy

### Trama
Trasferito dalla sezione omicidi alla polizia marittima per ripicca del suo comandante, il colonnello Rawls, Jimmy McNulty si imbatte nel ritrovamento del corpo di una giovane donna, dichiarata morta per omicidio dopo l'autopsia. Nel porto di Baltimora ci sono pochi traffici commerciali ma molti illeciti: entrambi passano dal capo del sindacato, il polacco Frank Sobotka, conoscenza di vecchia data del maggiore di polizia Stanislaus Valchek, suocero del detective Roland "Prez" Pryzbylewski. Valchek vorrebbe mettere alle strette Sobotka, anche per ripicca per un recente affronto subito: Sobotka ha infatti finanziato la nuova vetrata della chiesa degli abitanti di origine polacca, superando la precedente offerta di Valchek. L'offerta del sindacalista non è solo per devozione: vorrebbe infatti l'aiuto del pastore della chiesa per un colloquio privato con una senatrice, a cui chiedere i fondi per il dragaggio del canale del porto, in modo da far arrivare un maggior numero di imbarcazioni. Nel frattempo, il nipote di Sobotka, Nick, facilita l'arrivo nel porto di un container di contrabbando per conto del misterioso Greco. Come scopre l'agente Beadie Russell, il contenuto è da film horror: i corpi ammassati di tredici giovani donne. Intanto, Avon Barksdale continua a mandare avanti il suo impero della droga anche dal carcere, anche perché la vecchia unità Major Crimes ha perso i pezzi: McNulty su una barca, il tenente Cedric Daniels nella cantina della sezione corpi da reato, Kima Greggs dietro la scrivania della sezione beni sequestrati. Solo Lester Freamon e Bunk Moreland lavorano ancora insieme, alla sezione omicidi che per colpa dello zelo di McNulty finirà presto sommersa di lavoro.

## Merce di scambio
- Titolo originale: Collateral damage
- Soggetto: David Simon, Ed Burns
- Scritto da: David Simon
- Diretto da: Ed Bianchi
- "Ti possono anche masticare, ma poi devono sputarti" - McNulty

### Trama
Spinto dal desiderio di mettere i bastoni tra le ruote all'odiato Rawls, McNulty si improvvisa esperto di maree e riesce a determinare che la ragazza morta da lui ritrovata era già nei confini cittadini al momento della caduta in mare, rendendola un problema della squadra omicidi. Avuta una intuizione, McNulty peggiora le cose, ricollegando la ragazza alle altre 13 disgraziate trovate morte nel container, asfissiate per la rottura di un tubo che doveva fornire loro un po' d'aria. I 14 cadaveri diventano un problema di Rawls, o meglio, come scopre McNulty, di Lester e Bunk, assegnati al caso. In prigione, Avon Barksdale ha difficoltà a gestire i rapporti con il nipote D'Angelo, anche lui condannato a 20 anni, e cerca l'appoggio di sua sorella, la madre di D'Angelo, Brianna. Mentre Sobotka si lamenta con il luogotenente del Greco, Vondas Vondopoulos, per i guai portati dal container di ragazze morte, il maggiore Valchek scende in guerra contro il portuale, con decine di multe per divieto di sosta e guida in stato di ebbrezza nei confronti dei lavoratori del porto. Per vendetta, questi rubano il costoso furgone di sorveglianza del Distretto di Valchek e lo spediscono in un lungo viaggio per il mondo. Ma Valchek ha l'ultima parola, almeno per il momento: scoperto che il sindacato dei portuali ha assunto un costoso lobbista per perorare la causa del drenaggio del canale, convince il vice commissario Burrell a farsi assegnare una squadra per investigare sulla provenienza dei soldi di Sobotka. Intanto, il Greco scopre il colpevole della rottura del tubo che ha causato la morte delle 14 ragazze, e lo fa assassinare da Vondas, che si assicura che il morto venga ritrovato senza volto e senza mani. La morte delle ragazze, destinate ad essere vendute come prostitute, è stata per il Greco una perdita economica rilevante, ma questi rassicura Vondas che presto ne arriveranno altre per rimpiazzarle.

## Dosi letali
- Titolo originale: Hot shots
- Soggetto: David Simon, Ed Burns
- Scritto da: David Simon
- Diretto da: Elodie Keene
- "Ci vorrebbe un sindacato." - Russell

### Trama
Torna Omar Little, il bandito con un codice morale: insieme al nuovo compagno, Dante, sta pianificando un colpo ai danni di una "stash house", una casa dove si immagazzina droga, quando viene battuto sul tempo da due ragazze, Kimmy e Tosha. Sorpreso dalle due, Omar le segue e le coglie nel loro nascondiglio, ma anziché derubarle, propone loro di entrare a far parte della sua banda. Le indagini sulle ragazze morte nel container, condotte da Lester e Bunk, coadiuvati da Beadie Russell, sono in stallo, per la rabbia del colonnello Rawls. Intanto McNulty incontra il tenente Daniels, che gli confessa che sta per lasciare il Corpo di polizia per mettersi a fare l'avvocato. In prigione, Avon Barksdale deve tenere a bada suo nipote D'Angelo ma anche una guardia che usa la sua posizione per spacciare droga tra i detenuti. Con l'aiuto di Stringer Bell, fa arrivare una partita di droga tagliata con la stricnina, che provoca la morte di vari detenuti, incastrando la guardia che lo stava prendendo di mira. Al porto, Nick Sobotka e suo cugino Ziggy, il figlio del sindacalista Frank, stufi di non ricevere lavoro, si mettono d'accordo con un uomo del Greco per trafugare un carico di macchine fotografiche digitali. Avvertito dal genero 'Prez' Pryzbylewski che la squadra assegnata alla sorveglianza di Sobotka è formata da perdigiorno e che non ci sono mezzi per portare avanti le indagini, il maggiore Valchek affronta il vice commissario Burrell, e dietro minaccia di rivelare come il caso Barksdale non sia stato chiuso a dovere, si fa garantire uomini migliori per la squadra. La "Major crimes unit" sta per tornare in azione.

## Unità speciale
- Titolo originale: Hard cases
- Soggetto: David Simon, Joy Lusco Kecken
- Scritto da: Joy Lusco Kecken
- Diretto da: Elodie Keene
- "Se sento la musica, voglio ballare." - Greggs

### Trama
Avon non riesce a riavvicinare D'Angelo, ma riesce a sfruttare a suo favore le morti per la droga avvelenata che lui stesso aveva organizzato: in cambio di una diminuzione della pena, collega la guardia Tilghman alla droga, che era stata nascosta nell'automobile dell'uomo. Pressato da Valchek, il vice commissario Burrell convince Daniels a prendere il comando della squadra anti Sobotka, promettendo al tenente la promozione a maggiore e libertà di scelta sulla squadra, che però dovrà avere l'approvazione del colonnello Rawls. Per Herc e Carver, Prez, Kima e Lester Freamon, Rawls non ha problemi, per McNulty, invece, è un no secco: "Se ne va o affoga, sono gli unici due modi in cui scende da quella barca", dice un arrabbiatissimo Rawls di McNulty. Quest'ultimo, intanto, riesce a fare un favore a Bunk, rintracciando grazie a Bubbles Omar Little, che deve testimoniare in un processo. Nick e Ziggy Sobotka, dopo il successo nel colpo delle macchine fotografiche, sono avvicinati da uomini del Greco che gli chiedono di aiutarli a trafugare sostanze chimiche per la produzione della droga.

## Rappresaglia
- Titolo originale: Undertow
- Soggetto: David Simon, Ed Burns
- Scritto da: Ed Burns
- Diretto da: Steve Shill
- "Ci producevano l'acciaio là, no?" - Spiros Vondopoulos

### Trama
Il tenente Daniels decide di dare una seconda possibilità a Carver, invitandolo ad unirsi alla sua squadra. Anche Lester Freamon si unisce nuovamente al gruppo ed Herc viene mandato in strada sotto copertura. Stringer Bell continua a studiare Economia per risollevare la situazione della sua banda e convince la fidanzata di D'Angelo ad andare a trovarlo in prigione con il bambino per convincerlo a non dimenticare l'importanza di proteggere la "famiglia", ma D'Angelo sembra inamovibile. A Valchek continuano ad arrivare polaroid, ma questa volta riesce a prendere un'impronta digitale lasciata su una delle fotografie. Per il caso delle ragazze morte, Bunk e l'agente Russell portano davanti al Grand Jury Sobotka ed alcuni membri del Sindacato, ma non riescono ad ottenere nulla. McNulty cerca di identificare i 13 cadaveri, ma senza successo. Però grazie a Bubbles riesce a contattare Omar Little per collaborare nuovamente al caso Barksdale. Infine, Ziggy e Nick scoprono che gli uomini del Greco vogliono utilizzare le sostanze chimiche per lavorare la cocaina; chiedono a Nick 3 container per il triplo del prezzo, ma Frank Sobotka rifiuta di contrattare.

## Si ricomincia sempre
- Titolo originale: All Prologue
- Soggetto: David Simon, Ed Burns
- Scritto da: David Simon
- Diretto da: Steve Shill
- "Chi se ne frega se qualche idiota dice di essere diverso..." - D'Angelo

### Trama
Omar Little testimonia nell'omicidio contro Bird. In prigione, D’Angelo partecipa alla riunione di un club del libro con altri detenuti e, analizzando “Il grande Gatsby”, inizia a convincersi che sarà impossibile cambiare vita una volta scontata la sua pena, in quanto chi si è stati e cosa si è fatto in passato non scompare mai. Kima va in un club di spogliarelliste per parlare con una di loro ed inizia ad indagare su un gruppo di ragazze dell’est che fino a poco tempo prima lavoravano lì ed erano tenute in pugno (quasi come schiave) dai loro papponi. Bunk, Freamon e l’agente Russell non riescono a trovare informazioni al computer riguardo al container con le ragazze morte, in quanto sembra essere scomparso nel nulla appena scaricato. Decidono quindi di monitorare le navi attraccate al porto negli ultimi 2 anni, in modo da cercare altri carichi scomparsi misteriosamente e riuscire a trovare uno schema. McNulty va a cena fuori con la sua ex moglie e le chiede di dargli un’altra possibilità; i due vanno a letto insieme, ma Elena non sembra ben disposta a concedergli ciò che lui desidera. Nick e Ziggy portano a termine l'accordo con Vondas per le sostanze chimiche all'insaputa di Frank. Dopo un ultimo colloquio con sua madre in cui le chiede di essere lasciato in pace da tutta la “famiglia” e di scontare tutta la sua pena, D’Angelo viene ucciso da un altro detenuto (incaricato da Stringer Bell) che lo strangola con una cintura e ne inscena il suicidio.

## L'incidente
- Titolo originale: Backwash
- Soggetto: David Simon, Rafael Alvarez
- Scritto da: Rafael Alvarez
- Diretto da: Thomas J. Wright
- "Non preoccuparti, ragazzo. Sei ancora in corsa." - Horseface

### Trama
Bunk, Freamon e Russell clonano il computer che monitora gli scambi del porto e vedono un altro container sparire sotto i loro occhi. Ne seguono gli spostamenti e scoprono che viene portato via dal molo evitando i controlli e trasferito in un deposito. Inoltre collegano questa sparizione e quella del container con le ragazze a Thomas Pakusa e chiedono a Rhonda il permesso di iniziare delle intercettazioni. Proposition Joe propone a Stringer Bell di vendere la sua droga (proveniente dal porto e di qualità decisamente superiore) nei suoi territori, in particolare alle torri. Stringer ne parla ad Avon, che però esclude categoricamente la possibilità di dividere con altri i suoi territori. Inoltre, Avon si sente profondamente in colpa per la morte di D’Angelo e crede che avrebbe potuto fare di più per lui ed evitarne il (finto) suicidio. Al Sindacato iniziano dei problemi; Frank cerca appoggio per essere rieletto al comando ed evitare l’avvento delle macchine a discapito del lavoro manuale dei suoi uomini, che metterebbe a rischio il prosieguo dei suoi affari illeciti. Herc e Carver capiscono che gli affari di droga della strada sono gestiti da Nick e, scoperto che il suo cognome è uguale a quello di Frank, si rendono conto di aver collegato la loro indagine al caso principale. Mentre è appostata davanti al deposito in cui era stato portato il container preso dal porto, Kima vede arrivare Proposition Joe in auto e Sergij aprirgli il cancello per farlo entrare. Nel frattempo al porto avviene un incidente ed uno degli scaricatori rimane con la gamba schiacciata sotto una cassa molto pesante. Il tenente Daniels capisce che il caso della droga al porto è strettamente collegato alla morte delle 13 ragazze e così decide di prendere in carico anche il caso degli omicidi.

## Un'altra opportunità
- Titolo originale: Duck and Cover
- Soggetto: David Simon, George P. Pelecanos
- Scritto da: George P. Pelecanos
- Diretto da: Dan Attias
- "Come mai non volano via?" - Ziggy

### Trama
L’unità speciale trova abbastanza materiale per farsi autorizzare le intercettazioni ed il tenente Daniels riesce a convincere Rawls a riammettere McNulty nella squadra. Intanto gli affari della banda di Barksdale stanno crollando a picco e Bodie cerca, come può, di mantenere un certo controllo espandendosi in nuovi territori ed inimicandosi, così, una banda rivale che spacciava in quel quartiere da prima di loro. Il traffico di ragazze dell’est conduce ad un condominio dove a quanto pare si nasconde una sorta di "club per incontri" e, grazie ad un appostamento, Kima e McNulty riescono ad avere informazioni da un cliente su come riuscire ad entrare. Jimmy invita l’agente Russell a bere qualcosa insieme e, prima di accompagnarla a casa, telefona per organizzare un finto appuntamento con una delle ragazze. Frank Sobotka inizia a capire di essere controllato e, per averne la certezza, fa sparire anche un container “pulito” in modo da accertarsi che venga seguito. Presa coscienza di essere tenuto sotto controllo, riferisce la situazione al Greco che decide di continuare ancora per un po’ con i container puliti, per cercare di dissipare i sospetti della polizia.

## Pallottole vaganti
- Titolo originale: Stray Rounds
- Soggetto: David Simon, Ed Burns
- Scritto da: Ed Burns
- Diretto da: Tim Van Patten
- "Il mondo diventa sempre più piccolo." - Il Greco

### Trama
La banda a cui i ragazzi di Bodie avevano rubato il quartiere torna con le armi per riprendersi la piazza di spaccio. Inizia uno scontro a fuoco ed una pallottola vagante entra nella finestra di un appartamento, uccidendo un bambino. Bodie lancia in mare una borsa con le armi usate ma questa non finisce in mare, bensì su un’imbarcazione e viene rinvenuta dalla polizia. La squadra di Daniels capisce che Frank e i suoi uomini hanno intuito di essere seguiti e così decide di stare al loro gioco, riprendendo le intercettazioni telefoniche. McNulty va dal suo amico dell’FBI a chiedere informazioni su Glekas, uno degli uomini del Greco, ma non trovano nulla se non una segnalazione presso la polizia di San Diego. Telefonano al responsabile di quel caso, il quale non ha molte informazioni utili per loro. Al termine della telefonata, però, l’agente di San Diego avvisa subito il Greco dell’interesse degli agenti di Baltimora per Glekas. È chiaro quindi che la banda del Greco ha agganci anche in polizia; offrono ai federali casi da portare in dipartimento in cambio di soffiate ed informazioni. Sebbene Avon si sia dichiarato contrario, Stringer vorrebbe comunque portare a termine l’accordo offertogli da Proposition Joe per dividersi i territori e vendere la sua droga e manda Brianna a parlare con Avon per convincerlo a cedere, ma è tutto inutile. Per di più, Barksdale decide di mandare ad aiutarli un certo Brother Mouzone, che sembra essere quasi una leggenda nel loro giro. McNulty riesce ad ottenere un appuntamento al club di incontri e permette alla squadra di fare irruzione e bloccare il giro di prostituzione.

## Burrasca in arrivo
- Titolo originale: Storm Warnings
- Soggetto: David Simon, Ed Burns
- Scritto da: Ed Burns
- Diretto da: Rob Bailey
- "Conviene presentarsi sempre con la tessera del sindacato." - Ziggy

### Trama
Ziggy entra in affari con Glekas per vendere auto rubate, ma il greco vuole pagarlo meno di quanto pattuito e Ziggy, impulsivamente, va in auto per prendere la pistola e lo uccide. Brother Mouzone manda via la banda di Cheese dalle torri e questo porta Proposition Joe a dubitare di poter dare la sua fiducia a Stringer Bell. L’unità speciale inizia a collaborare con l’FBI per la risoluzione del caso e tutti i dati dell’operazione vengono caricati sul sito dei federali. A causa di quest’azione, l’agente di San Diego affiliato con i greci viene a conoscenza di tutte le informazioni sulle intercettazioni ed avvisa subito gli uomini del Greco. La banda decide allora di liberarsi di tutti i cellulari e di far sparire il prima possibile la droga e qualunque altra cosa possa essere trovata dalla polizia.

## L'incubo
- Titolo originale: Bad Dreams
- Soggetto: David Simon, George Pelecanos
- Scritto da: George Pelecanos
- Diretto da: Ernest Dickerson
- "Mi serve una boccata d'aria pulita." - Sobotka

### Trama
Stringer Bell incontra Omar e lo manipola, facendogli credere che le sevizie subite da Brandon prima di morire siano state opera di Brother Mouzone. Stringer sa che Omar cercherà di vendicare il giovane e spera così di liberarsi di Brother Mouzone, in modo da riappropriarsi del comando e iniziare l’affare con Proposition Joe. La polizia fa un blitz al negozio di Glekas ma trovano tutto già ripulito. A casa di Nick trovano della droga e i soldi derivanti dai suoi traffici illegali, ma lui aveva passato la notte fuori e questo gli consente di evitare l’arresto immediato. Omar trova Brother Mouzone e gli spara ma non lo uccide, in quanto capisce non è stato realmente lui a torturare Brandon. Frank Sobotka decide di collaborare con la polizia in cambio di un istituto più sicuro per Ziggy e della libertà vigilata per Nick, ma i greci vengono nuovamente avvisati dall’agente di San Diego ed accade proprio nel momento in cui arriva Frank per parlare con loro.
- Nota: nell'episodio appare in un cameo il creatore della serie David Simon, che interpreta uno dei giornalisti appostati fuori dalla sede del sindacato dei portuali durante l'arresto di Frank Sobotka.

## Affari sporchi
- Titolo originale: Port in a Storm
- Soggetto: David Simon, Ed Burns
- Scritto da: David Simon
- Diretto da: Robert F. Colesberry
- "Affari. Sempre affari." - Il Greco

### Trama
Dalle acque del porto viene ripescato il cadavere di Frank Sobotka, con un evidente e profondo taglio alla gola. Bubbles viene arrestato per aver provato a rubare morfina da un’ambulanza e nella stanza degli interrogatori dice a McNulty e Kima che la banda di Stringer è in affari con Proposition Joe. L’agente Fitz scopre che l’agente di San Diego è la talpa invischiata con i greci e lo confida al tenente Daniels. Nick Sobotka decide di collaborare con la polizia per dire tutto quello che sa sugli uomini indagati ed aiuta la squadra ad identificare il Greco, dopodiché viene messo nel programma di protezione testimoni insieme alla fidanzata ed alla loro bambina. Brother Mouzone si tira fuori dall’accordo con Avon e Stringer Bell riesce finalmente a convincerlo ad accettare l’accordo con Proposition Joe sulla divisione dei territori. Omar, però, ha capito che Stringer lo ha manipolato ed inizia a meditare vendetta contro di lui. Sergij viene incastrato da Bunk e Freamon e racconta tutto ciò che è successo alle ragazze nel container. I greci però riescono a sparire da Baltimora poco prima che la polizia riesca a trovare la loro base e l’unità speciale chiude il caso con il processo a Eton, Pakusa e gli altri indagati. Inoltre, si scopre che la banda di Proposition Joe ha preso il posto dei greci nel traffico di ragazze.